# Menesia dallieri
Menesia dallieri là một loài bọ cánh cứng trong họ Cerambycidae.